# Garðar Gunnlaugsson
Pour les articles homonymes, voir Gunnlaugsson.
Garðar Bergmann Gunnlaugsson, né le 25 avril 1983 à Akranes en Islande, est un footballeur international islandais, qui évolue au poste d'attaquant. Il est le jeune frère d'Arnar et Bjarki Gunnlaugsson.

## Biographie

### Carrière en club
Avec les clubs de l'ÍA Akranes et du Valur Reykjavik, Garðar Gunnlaugsson dispute deux matchs en Ligue des champions, et deux matchs en Ligue Europa, pour un but inscrit,.

### Carrière internationale
Garðar Gunnlaugsson compte une sélection avec l'équipe d'Islande en 2016,. 
Il est convoqué pour la première fois en équipe d'Islande par les sélectionneurs nationaux Lars Lagerbäck et Heimir Hallgrímsson, pour un match amical contre la Finlande le 13 janvier 2016. Il commence la rencontre comme titulaire, et sort du terrain à la 76e minute de jeu, en étant remplacé par Kjartan Finnbogason. Le match se solde par une victoire 1-0 des Islandais.

## Palmarès

### En club
- Avec l'ÍA Akranes
  - Champion d'Islande en 2001
  - Vainqueur de la Coupe d'Islande en 2003
  - Vainqueur de la Coupe de la Ligue islandaise en 2003
  - Vainqueur de la Supercoupe d'Islande en 2004

- Avec le Valur Reykjavik
  - Champion d'Islande de D2 en 2004
  - Vainqueur de la Coupe d'Islande en 2005
  - Vainqueur de la Supercoupe d'Islande en 2005

- Avec l'IFK Norrköping
  - Champion de Suède de D2 en 2007

### Distinctions personnelles
- Meilleur buteur du Championnat de Suède de D2 en 2007 (18 buts)